# Сухој Лог
Сухој Лог (рус. Сухой Лог) град је у Русији у Свердловској области.

## Становништво
| 1939.  | 1959.  | 1970.  | 1979.  | 1989.  | 2002.  | 2010.  |
| ------ | ------ | ------ | ------ | ------ | ------ | ------ |
| 11.121 | 23.669 | 27.321 | 31.954 | 36.577 | 36.407 | 34.554 |